# Nu1 Sagittarii
Pour les autres étoiles ayant cette désignation de Bayer, voir Nu Sagittarii.
Désignations
Nu1 Sagittarii (Nu1 du Sagittaire, en abrégé ν1 Sgr) est un système stellaire triple, situé à environ 1 100 années-lumière de la Terre. Ses trois composantes sont désignées Nu1 Sagittarii Aa (également nommée Ainalrami), Ab et B. Aa et Ab forment elles-mêmes un système binaire spectroscopique,.

## Nomenclature
ν1 Sagittarii, latinisé en Nu1 Sagittarii, en français Nu1 du Sagittaire, est la désignation de Bayer du système.
Nu1 et Nu2 Sagittarii (désignés ensemble comme Nu Sagittarii) portaient le nom traditionnel Ain al Rami, qui vient de l'arabe عين الرامي cain ar-rāmī qui signifie « œil de l'archer ». En 2016, l'Union astronomique internationale a formé un groupe de travail sur les noms d'étoiles afin de cataloguer et de normaliser les noms propres des étoiles. Ce groupe de travail a approuvé le nom Ainalrami pour la composante Nu1 Sagittarii A le 5 septembre 2017 et il est maintenant inclus dans la liste des noms d'étoiles approuvés par l'UAI.
Nu1 et Nu2 Sagittarii formaient Al Udḥiyy, le Nid d'autruche, avec Tau Sagittarii, Psi Sagittarii, Omega Sagittarii, 60 Sagittarii et Zeta Sagittarii.

## Propriétés
Nu1 Sagittarii Aa est une étoile supergéante ou une géante lumineuse de type spectral K1 et de magnitude apparente +4,86. C'est une microvariable[Quoi ?] avec une fréquence de 0,43398 cycle par jour et une amplitude de 0,0078 magnitude. En 1982, un compagnon a été découvert : Nu1 Sagittarii Ab. Cette étoile, plus chaude que Nu1 Sagittarii Aa, est de type spectral B9 et a une rotation rapide. La paire orbite avec une période d'environ 370 jours. Un compagnon de magnitude +11,2, Nu1 Sagittarii B, est en orbite autour de la paire A à une séparation angulaire de 2,5 secondes d'arc.